# Julen Amézqueta Moreno
Julen Amézqueta Moreno (Estella, 12 d'agost de 1993) és un ciclista navarrès, professional des del 2016.
En el seu primer any com a professional, va ser seleccionat per participar en el Giro d'Itàlia.

## Palmarès
- 2014
  - 1r a la Clàssica Ciutat de Torredonjimeno
  - Vencedor d'una etapa a la Volta a Castelló
- 2015
  - 1r a l'Ereñoko Udala Sari Nagusia
  - 1r a la Santikutz Klasika
  - 1r a la Volta a Portugal del Futur i vencedor d'una etapa
- 2017
  - Vencedor d'una etapa a la North Cyprus Cycling Tour

### Resultats al Giro d'Itàlia
- 2016. 112è de la classificació general
- 2017. 99è de la classificació general

### Resultats a la Volta a Espanya
- 2020. 50è de la classificació general
- 2021: 43è de la classificació general

Referències
1. ↑  «Museo del Ciclismo - Julen AMEZQUETA» (en italià).   ONLUS®, Museo del Ciclismo Associazione Culturale.. [Consulta: 18 desembre 2024].
2. ↑  «18ª Giro Italia: Trentin pesca en río revuelto» (en castellà).   ciclo21, 26-05-2016. [Consulta: 18 desembre 2024].